# 日本アジア航空杯争奪トーナメント
日本アジア航空杯争奪トーナメント（にほんアジアこうくうはいトーナメント）は、日本の囲碁の棋戦。1978年に開始、「全国縦断囲碁フェスティバル」と銘打って各地での公開対局で行われ、1981年3期まで行われた。対局の様子は各地のテレビ局で録画放送された。
開催地は、新潟、大分、札幌、長崎、福島、秋田、金沢、仙台、岡山、広島、京都、東京。

## 方式
- 出場棋士は、前年度の賞金獲得ランキングの上位13名。トーナメント戦で実施。
- コミは5目半。
- 持時間は各10分、使い切ると30秒の秒読み。

## 歴代優勝者と決勝戦
（左が優勝者）
1. 1979年 坂田栄男 - 藤沢秀行
2. 1980年 坂田栄男 - 石田芳夫
3. 1981年 大竹英雄 - 坂田栄男